# Marionette (榊原ゆいの曲)
「Marionette」（マリオネット）は、榊原ゆいの20枚目のシングル。2009年4月17日にLOVE×TRAX☆Recordsから発売された。
表題曲「Marionette」とカップリングの「背徳の円舞曲」は、PCゲーム『PYGMALION』のオープニングテーマとエンディングテーマに起用された。2008年10月13日の、榊原のバースデーライブライブで歌われた曲で、ゲームの世界観を描きながらおどろおどろしい楽曲になるように制作された。「背徳の円舞曲」は「気持ち悪い」をテーマしており、楽曲にも人形の笑い声が取り入れられている。

## 収録曲
1. Marionette
  - 作詞・作曲：榊原ゆい / 編曲：井ノ原智（Angel Note）
2. 背徳の円舞曲
  - 作詞・作曲：榊原ゆい / 編曲：井ノ原智（Angel Note）
3. Marionette（Instrumental）
4. 背徳の円舞曲（Instrumental）